# Proton Suprima S
Proton Suprima S (типовое обозначение P3-22A) — переднеприводной среднеразмерный хетчбэк, выпускающийся малайзийской компанией Proton Edar Sdr Holding с 17 августа 2013 по 2019 год. Буква S в конце названия расшифровывается как Sport.

## История

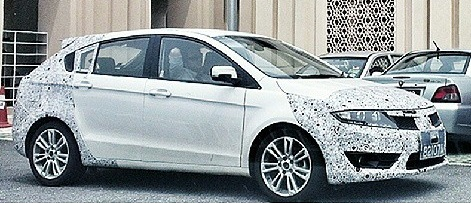
Proton P3-22A

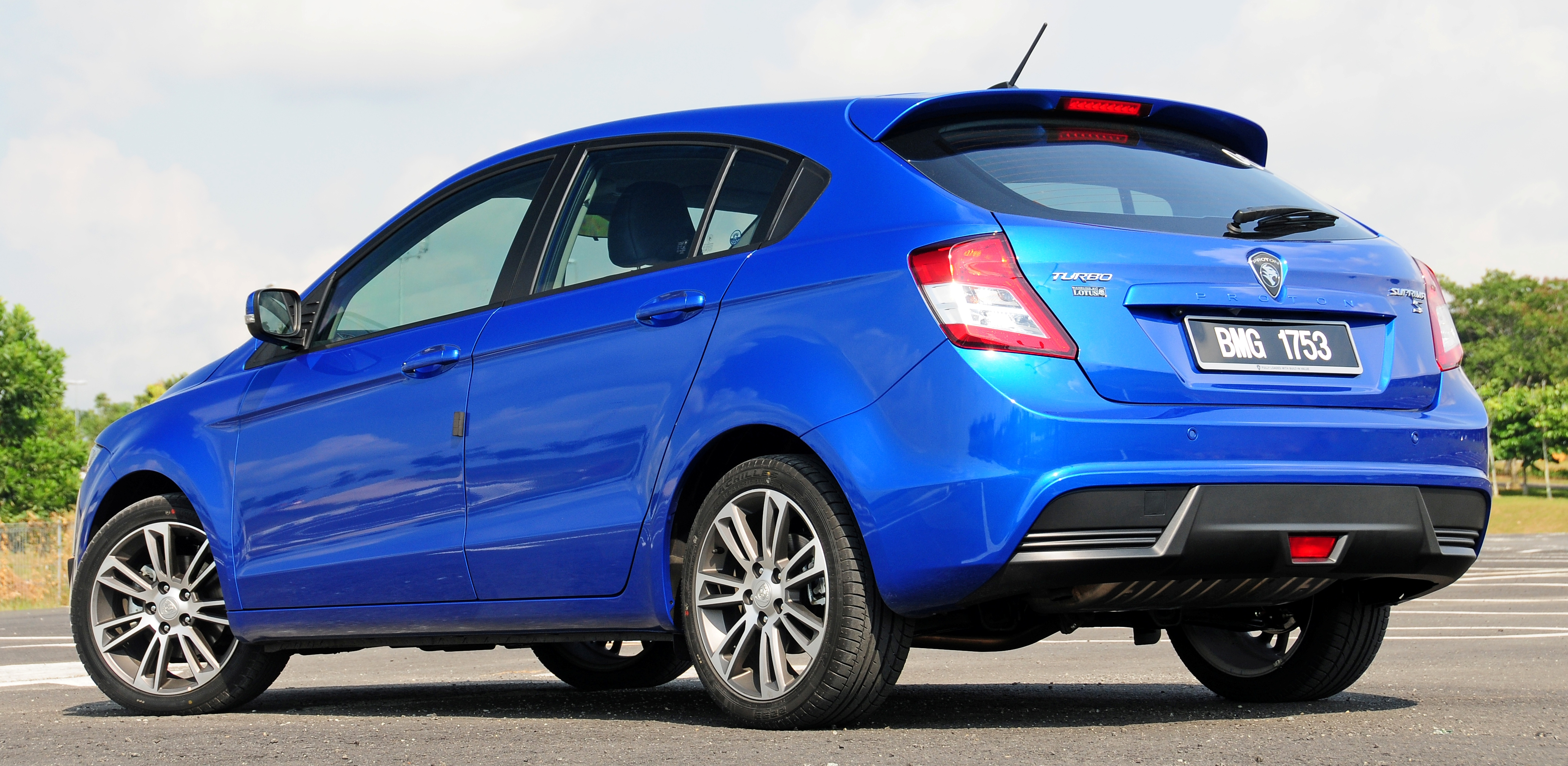
Proton Suprima S

Автомобиль Proton Suprima S серийно производился с августа 2013 года, параллельно со своим собратом, Proton Prevé. С 30 октября 2013 года автомобиль производился в Индонезии. С 15 ноября 2013 года автомобиль производился в Австралии, с 19 ноября 2013 года — в Брунее, а с 29 ноября 2013 года — в Таиланде. Особенности позаимствованы у модели Proton Prevé.
С 2014 года автомобиль Proton Suprima S производится под индексом RM70k с современной отделкой и комфортным салоном. Такие автомобили производились в Великобритании, Турции, Египте, Южной Африке и Совете сотрудничества арабских государств Персидского залива. С 2018 года автомобиль начали постепенно снимать с производства. Окончательно производство завершилось в 2019 году.

## Галерея

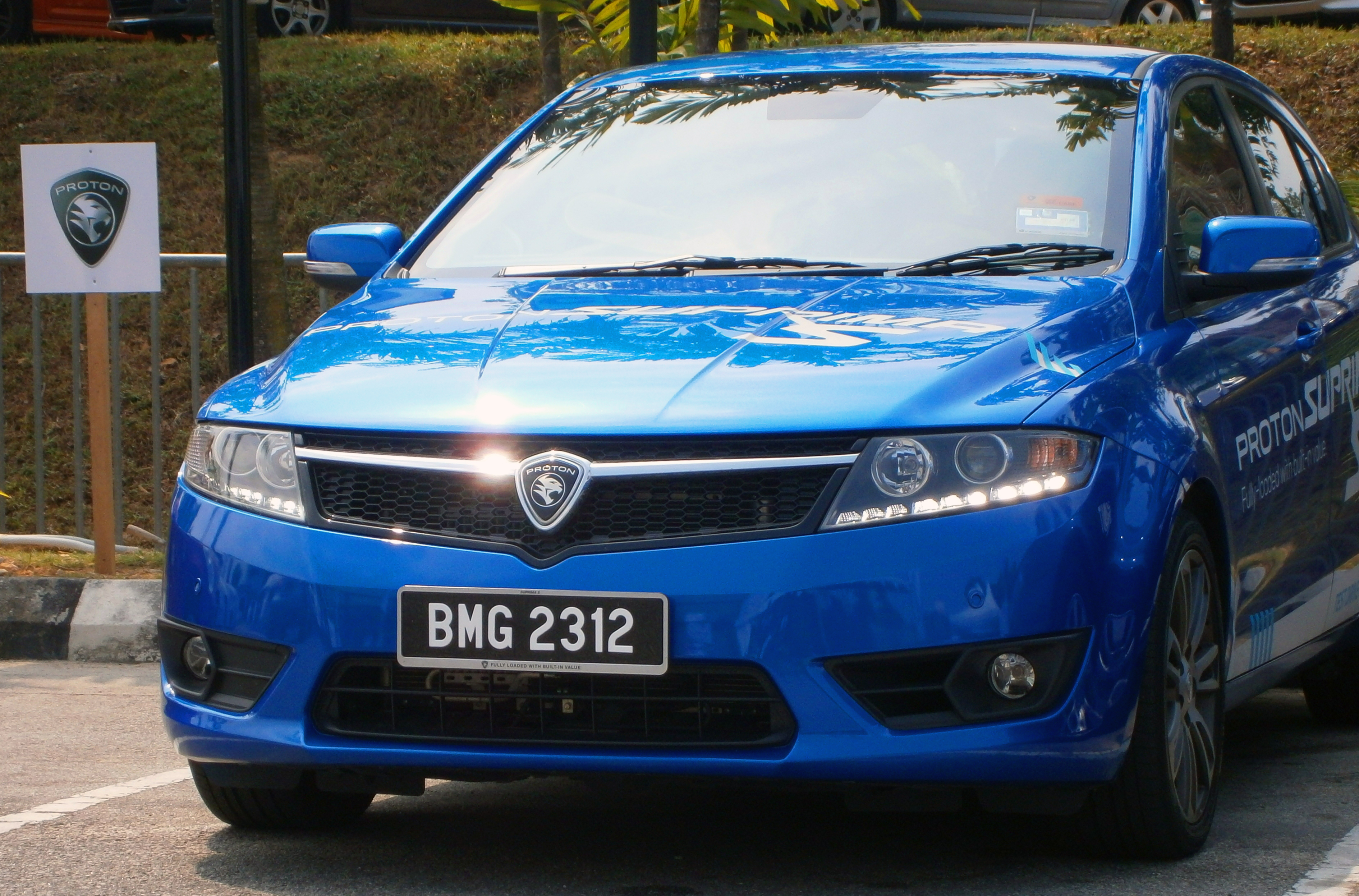
Светодиодные дневные ходовые огни
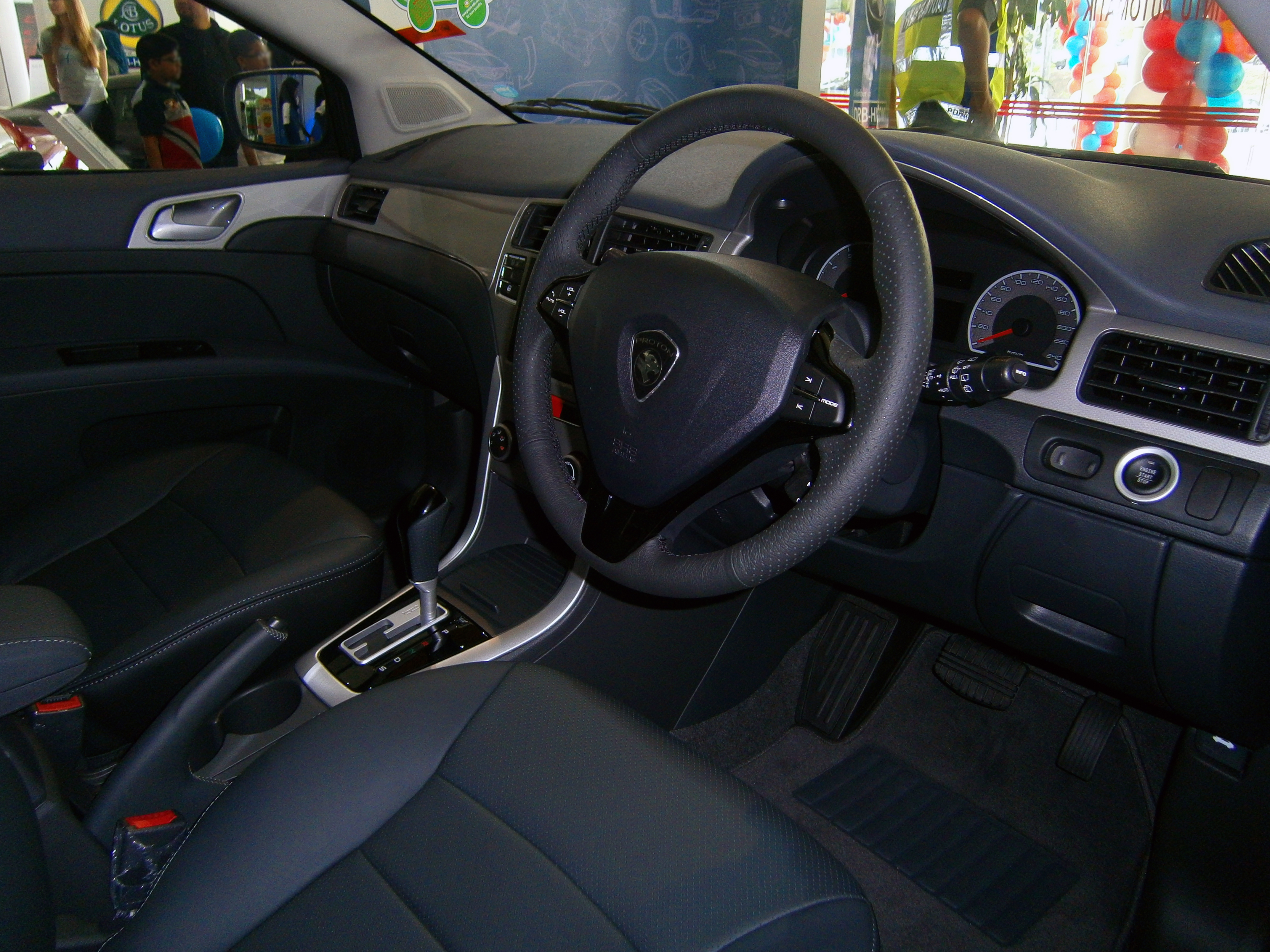
Место водителя
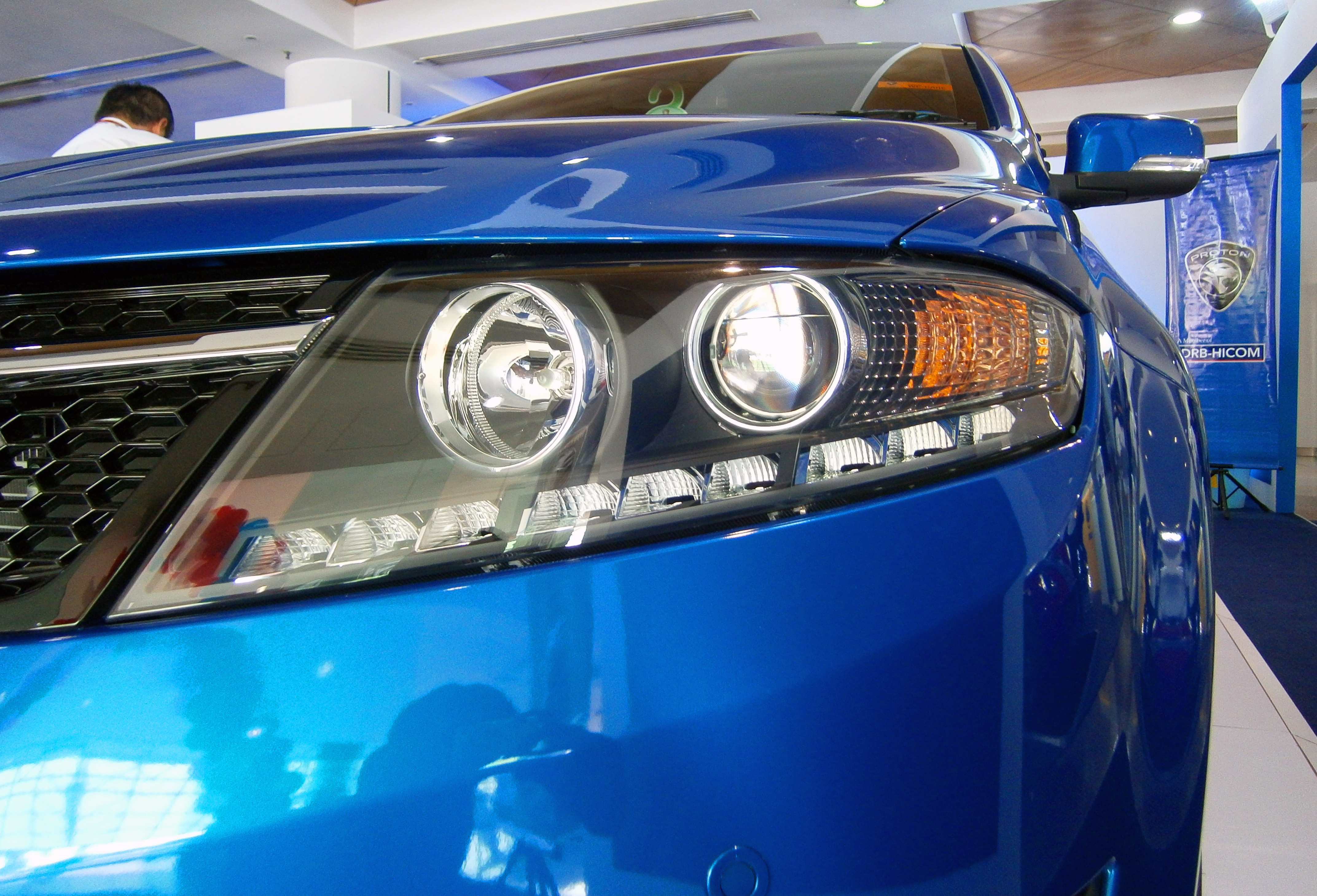
Левая фара
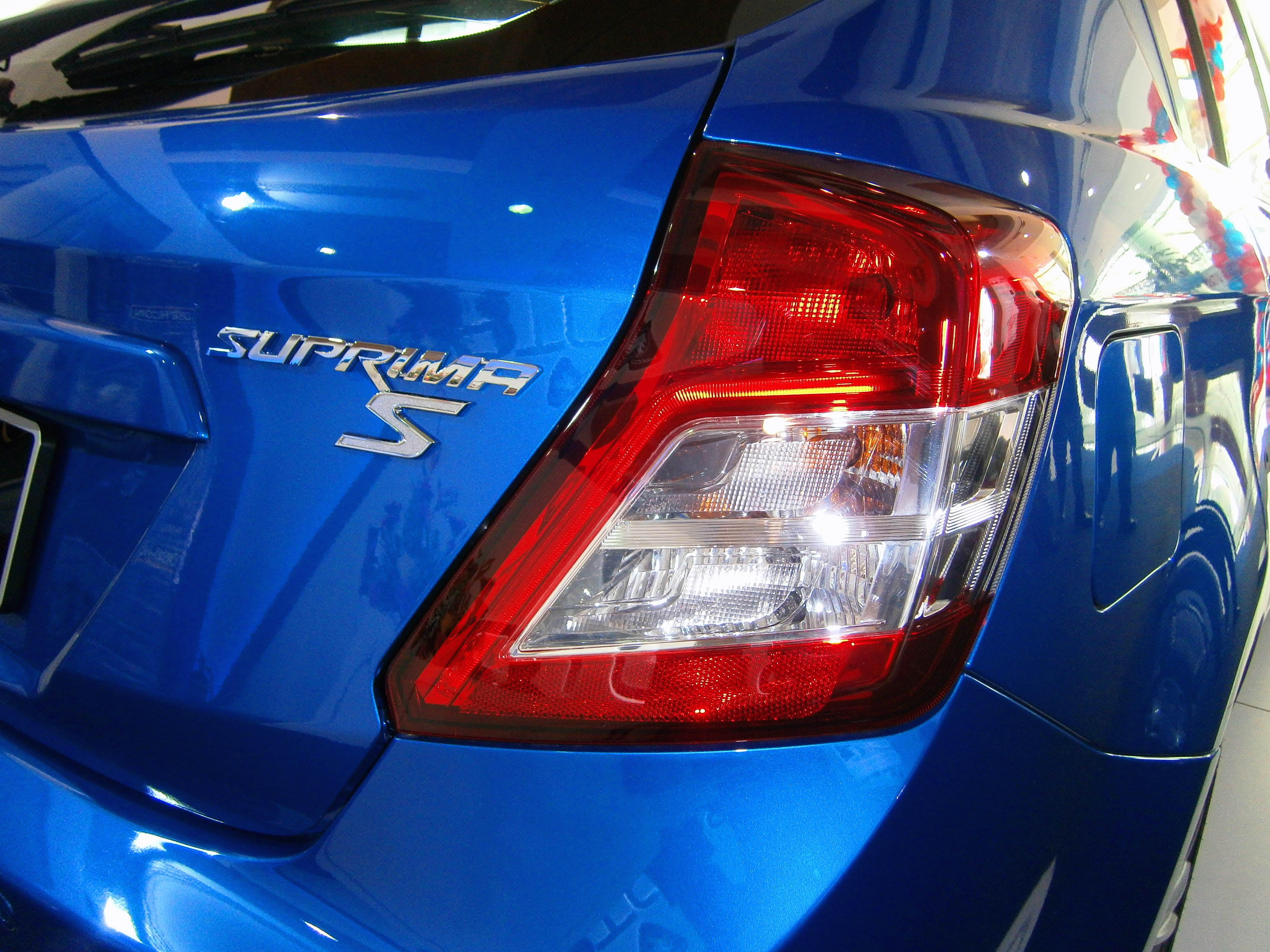
Правый задний фонарь